# میخائیلوفکا (شهرستان توپ)
میخائیلوفکا (به لاتین: Mikhaylovka) یک منطقهٔ مسکونی در قرقیزستان است که در شهرستان توپ واقع شده‌است. میخائیلوفکا ۳٬۸۴۱ نفر جمعیت دارد و ۱٬۶۵۰ متر بالاتر از سطح دریا واقع شده‌است.